# Liste der Nummer-eins-Hits in den Niederlanden (2019)
Dies ist eine Liste der Nummer-eins-Hits in den Niederlanden im Jahr 2019. Sie basiert auf den Nederlandse-Top-40-Singlecharts und den Dutch Album Top 100.

## Singles
| ← 2018 ← | Liste der Nummer-eins-Hits in den Niederlanden | Liste der Nummer-eins-Hits in den Niederlanden    | Liste der Nummer-eins-Hits in den Niederlanden | 2020 →                    |
| \| Zeitraum \| Wo. ges. \| Interpret \| Titel Autor(en) \| Zusätzliche Informationen \| \| (Zeitraum, Wochen auf Platz eins, Interpret, Titel, Autor[en], zusätzliche Informationen) \| \| \| \| \| \| ----------------------------------------------------------------------------------------- \| -------- \| ------------------------------------------------- \| ---------------------------------------------------------------------------------------------------------------------------------------------------------------------------------------------------------------- \| ------------------------- \| \| 3. November 2018 – 18. Januar 2019 11 Wochen \| 11 \| Davina Michelle \| Duurt te lang Musik: Glen W. Faria; Text: Morien van der Tang \| – \| \| 19. Januar 2019 – 8. Februar 2019 3 Wochen \| 3 \| Ava Max \| Sweet but Psycho Andreas Andresen Haukeland, Amanda Koci, William Ernest Lobban Bean, Madison Emiko Love, Henry Russell Walter \| – \| \| 9. Februar 2019 – 29. März 2019 7 Wochen \| 7 \| Kris Kross Amsterdam, Maan & Tabitha feat. Bizzey \| Hij is van mij Robin Anthony P. Francesco, Leendert P. G. Roelandschap, Tabitha Foen-a-Foe, Joren Johannes van der Voort, Jordy Huisman, Sander Huisman, Yuki Kempees, Bas W. G. van Daalen, Maan de Steenwinkel \| – \| \| 30. März 2019 – 19. April 2019 3 Wochen \| 3 \| Suzan & Freek \| Als het avond is Arno Krabman, Leon P. Palmen, Suzanne J. Stortelder, Freek H. Rikkerink \| – \| \| 20. April 2019 – 26. April 2019 1 Woche \| 1 \| Daddy Yankee feat. Snow \| Con calma Terri V. Moltke, Michael L. Grier, Edmond Daryll Leary, Shawn Leigh Moltke, Darrin O’Brien, Ramón L. Ayala, Juan Carlos Salinas Jr., Oscar Edward Salinas, David Alberto Macias \| – \| \| 27. April 2019 – 17. Mai 2019 3 Wochen \| 3 \| Avicii feat. Aloe Blacc \| SOS Tim Bergling, Tameka D. Cottle, Kandi L. Burruss, Kristoffer Jan Patrik Fogelmark, Kevin Briggs, Albin Andreas Nedler \| – \| \| 18. Mai 2019 – 14. Juni 2019 4 Wochen \| 4 \| Duncan Laurence \| Arcade Duncan de Moor, Joel Nils Anders Sjöö, Wouter H. Hardy, William Douglas Burr Knox \| – \| \| 15. Juni 2019 – 5. Juli 2019 3 Wochen \| 3 \| Marco Borsato, Armin van Buuren & Davina Michelle \| Hoe het danst Armin van Buuren, Benno de Goeij, John Ewbank \| – \| \| 6. Juli 2019 – 27. September 2019 12 Wochen \| 12 \| Shawn Mendes & Camila Cabello \| Señorita Andrew Wotman, Charlotte Emma Aitchison, Karla Camila Cabello Estrabao, Magnus August Høiberg, Benjamin Joseph Levin, Shawn Peter Raul Mendes, Jack Robert Patterson, Alexandra Leah Tamposi \| – \| \| 28. September 2019 – 4. Oktober 2019 1 Woche \| 1 \| Snelle \| Reünie Okke Punt, Lars S. Bos, Daan J. T. Ligtvoet \| – \| \| 5. Oktober 2019 – 17. Januar 2020 15 Wochen \| 15 \| Tones and I \| Dance Monkey Toni Watson \| – \| |                                                |                                                   | |                           |
| ← 2018 |                                                |                                                   | | → 2020 →                  |
| Zeitraum | Wo. ges.                                       | Interpret                                         | Titel Autor(en) | Zusätzliche Informationen |
| (Zeitraum, Wochen auf Platz eins, Interpret, Titel, Autor[en], zusätzliche Informationen) |                                                |                                                   | |                           |
| 3. November 2018 – 18. Januar 2019 11 Wochen | 11                                             | Davina Michelle                                   | Duurt te lang Musik: Glen W. Faria; Text: Morien van der Tang | –                         |
| 19. Januar 2019 – 8. Februar 2019 3 Wochen | 3                                              | Ava Max                                           | Sweet but Psycho Andreas Andresen Haukeland, Amanda Koci, William Ernest Lobban Bean, Madison Emiko Love, Henry Russell Walter                                                                                   | –                         |
| 9. Februar 2019 – 29. März 2019 7 Wochen | 7                                              | Kris Kross Amsterdam, Maan & Tabitha feat. Bizzey | Hij is van mij Robin Anthony P. Francesco, Leendert P. G. Roelandschap, Tabitha Foen-a-Foe, Joren Johannes van der Voort, Jordy Huisman, Sander Huisman, Yuki Kempees, Bas W. G. van Daalen, Maan de Steenwinkel | –                         |
| 30. März 2019 – 19. April 2019 3 Wochen | 3                                              | Suzan & Freek                                     | Als het avond is Arno Krabman, Leon P. Palmen, Suzanne J. Stortelder, Freek H. Rikkerink | –                         |
| 20. April 2019 – 26. April 2019 1 Woche | 1                                              | Daddy Yankee feat. Snow                           | Con calma Terri V. Moltke, Michael L. Grier, Edmond Daryll Leary, Shawn Leigh Moltke, Darrin O’Brien, Ramón L. Ayala, Juan Carlos Salinas Jr., Oscar Edward Salinas, David Alberto Macias                        | –                         |
| 27. April 2019 – 17. Mai 2019 3 Wochen | 3                                              | Avicii feat. Aloe Blacc                           | SOS Tim Bergling, Tameka D. Cottle, Kandi L. Burruss, Kristoffer Jan Patrik Fogelmark, Kevin Briggs, Albin Andreas Nedler                                                                                        | –                         |
| 18. Mai 2019 – 14. Juni 2019 4 Wochen | 4                                              | Duncan Laurence                                   | Arcade Duncan de Moor, Joel Nils Anders Sjöö, Wouter H. Hardy, William Douglas Burr Knox | –                         |
| 15. Juni 2019 – 5. Juli 2019 3 Wochen | 3                                              | Marco Borsato, Armin van Buuren & Davina Michelle | Hoe het danst Armin van Buuren, Benno de Goeij, John Ewbank | –                         |
| 6. Juli 2019 – 27. September 2019 12 Wochen | 12                                             | Shawn Mendes & Camila Cabello                     | Señorita Andrew Wotman, Charlotte Emma Aitchison, Karla Camila Cabello Estrabao, Magnus August Høiberg, Benjamin Joseph Levin, Shawn Peter Raul Mendes, Jack Robert Patterson, Alexandra Leah Tamposi            | –                         |
| 28. September 2019 – 4. Oktober 2019 1 Woche | 1                                              | Snelle                                            | Reünie Okke Punt, Lars S. Bos, Daan J. T. Ligtvoet | –                         |
| 5. Oktober 2019 – 17. Januar 2020 15 Wochen | 15                                             | Tones and I                                       | Dance Monkey Toni Watson | –                         |

## Alben
| ← 2018 ← | Liste der Nummer-eins-Hits in den Niederlanden | Liste der Nummer-eins-Hits in den Niederlanden | Liste der Nummer-eins-Hits in den Niederlanden | 2020 →                    |
| \| Zeitraum \| Wo. ges. \| Interpret \| Titel \| Zusätzliche Informationen \| \| (Zeitraum, Wochen auf Platz eins, Interpret, Titel, zusätzliche Informationen) \| \| \| \| \| \| ------------------------------------------------------------------------------ \| -------- \| ----------------- \| ---------------------------------------- \| ------------------------- \| \| 29. Dezember 2018 – 1. Februar 2019 5 Wochen \| 5 \| Boef \| 93 \| – \| \| 2. Februar 2019 – 15. Februar 2019 2 Wochen \| 2 \| Hef \| Koud \| – \| \| 16. Februar 2019 – 5. April 2019 7 Wochen (insgesamt 11) \| 11 \| Frenna \| Francis \| – \| \| 6. April 2019 – 3. Mai 2019 4 Wochen (insgesamt 6) \| 6 \| Billie Eilish \| When We All Fall Asleep, Where Do We Go? \| – \| \| 4. Mai 2019 – 10. Mai 2019 1 Woche \| 1 \| Pink \| Hurts 2B Human \| – \| \| 11. Mai 2019 – 24. Mai 2019 2 Wochen \| 2 \| Kevin \| Vrij \| – \| \| 25. Mai 2019 – 7. Juni 2019 2 Wochen \| 2 \| Rammstein \| Unbetitelt \| – \| \| 8. Juni 2019 – 14. Juni 2019 1 Woche (insgesamt 6) \| 6 \| Billie Eilish \| When We All Fall Asleep, Where Do We Go? \| – \| \| 15. Juni 2019 – 21. Juni 2019 1 Woche \| 1 \| Avicii \| Tim \| – \| \| 22. Juni 2019 – 5. Juli 2019 2 Wochen \| 2 \| Bruce Springsteen \| Western Stars \| – \| \| 6. Juli 2019 – 12. Juli 2019 1 Woche \| 1 \| Dopebwoy \| Forever Lit \| – \| \| 13. Juli 2019 – 19. Juli 2019 1 Woche \| 1 \| Jannes \| Liever bij jou \| – \| \| 20. Juli 2019 – 30. August 2019 6 Wochen \| 6 \| Ed Sheeran \| No.6 Collaborations Project \| – \| \| 31. August 2019 – 6. September 2019 1 Woche \| 1 \| Taylor Swift \| Lover \| – \| \| 7. September 2019 – 13. September 2019 1 Woche \| 1 \| Chivv \| 2 borden, 1 tafel \| – \| \| 14. September 2019 – 4. Oktober 2019 3 Wochen \| 3 \| Post Malone \| Hollywood’s Bleeding \| – \| \| 5. Oktober 2019 – 11. Oktober 2019 1 Woche \| 1 \| The Beatles \| Abbey Road \| – \| \| 12. Oktober 2019 – 1. November 2019 3 Wochen \| 3 \| Josylvio \| Gimma \| – \| \| 2. November 2019 – 22. November 2019 3 Wochen (insgesamt 3) \| 3 \| Snelle \| Vierentwintig \| – \| \| 23. November 2019 – 29. November 2019 1 Woche (insgesamt 2) \| 2 \| Kensington \| Time \| – \| \| 30. November 2019 – 6. Dezember 2019 1 Woche \| 1 \| Coldplay \| Everyday Life \| – \| \| 7. Dezember 2019 – 13. Dezember 2019 1 Woche \| 1 \| Sevn Alias \| Twenty Four Sevn 4 \| – \| \| 14. Dezember 2019 – 20. Dezember 2019 1 Woche (insgesamt 2) \| 2 \| Kensington \| Time \| – \| \| 21. Dezember 2019 – 27. Dezember 2019 1 Woche \| 1 \| Harry Styles \| Fine Line \| – \| \| 28. Dezember 2019 – 3. Januar 2020 1 Woche \| 1 \| Hef \| Tranen \| – \| |                                                |                                                |                                                |                           |
| ← 2018 |                                                |                                                |                                                | → 2020 →                  |
| Zeitraum | Wo. ges.                                       | Interpret                                      | Titel                                          | Zusätzliche Informationen |
| (Zeitraum, Wochen auf Platz eins, Interpret, Titel, zusätzliche Informationen) |                                                |                                                |                                                |                           |
| 29. Dezember 2018 – 1. Februar 2019 5 Wochen | 5                                              | Boef                                           | 93                                             | –                         |
| 2. Februar 2019 – 15. Februar 2019 2 Wochen | 2                                              | Hef                                            | Koud                                           | –                         |
| 16. Februar 2019 – 5. April 2019 7 Wochen (insgesamt 11) | 11                                             | Frenna                                         | Francis                                        | –                         |
| 6. April 2019 – 3. Mai 2019 4 Wochen (insgesamt 6) | 6                                              | Billie Eilish                                  | When We All Fall Asleep, Where Do We Go?       | –                         |
| 4. Mai 2019 – 10. Mai 2019 1 Woche | 1                                              | Pink                                           | Hurts 2B Human                                 | –                         |
| 11. Mai 2019 – 24. Mai 2019 2 Wochen | 2                                              | Kevin                                          | Vrij                                           | –                         |
| 25. Mai 2019 – 7. Juni 2019 2 Wochen | 2                                              | Rammstein                                      | Unbetitelt                                     | –                         |
| 8. Juni 2019 – 14. Juni 2019 1 Woche (insgesamt 6) | 6                                              | Billie Eilish                                  | When We All Fall Asleep, Where Do We Go?       | –                         |
| 15. Juni 2019 – 21. Juni 2019 1 Woche | 1                                              | Avicii                                         | Tim                                            | –                         |
| 22. Juni 2019 – 5. Juli 2019 2 Wochen | 2                                              | Bruce Springsteen                              | Western Stars                                  | –                         |
| 6. Juli 2019 – 12. Juli 2019 1 Woche | 1                                              | Dopebwoy                                       | Forever Lit                                    | –                         |
| 13. Juli 2019 – 19. Juli 2019 1 Woche | 1                                              | Jannes                                         | Liever bij jou                                 | –                         |
| 20. Juli 2019 – 30. August 2019 6 Wochen | 6                                              | Ed Sheeran                                     | No.6 Collaborations Project                    | –                         |
| 31. August 2019 – 6. September 2019 1 Woche | 1                                              | Taylor Swift                                   | Lover                                          | –                         |
| 7. September 2019 – 13. September 2019 1 Woche | 1                                              | Chivv                                          | 2 borden, 1 tafel                              | –                         |
| 14. September 2019 – 4. Oktober 2019 3 Wochen | 3                                              | Post Malone                                    | Hollywood’s Bleeding                           | –                         |
| 5. Oktober 2019 – 11. Oktober 2019 1 Woche | 1                                              | The Beatles                                    | Abbey Road                                     | –                         |
| 12. Oktober 2019 – 1. November 2019 3 Wochen | 3                                              | Josylvio                                       | Gimma                                          | –                         |
| 2. November 2019 – 22. November 2019 3 Wochen (insgesamt 3) | 3                                              | Snelle                                         | Vierentwintig                                  | –                         |
| 23. November 2019 – 29. November 2019 1 Woche (insgesamt 2) | 2                                              | Kensington                                     | Time                                           | –                         |
| 30. November 2019 – 6. Dezember 2019 1 Woche | 1                                              | Coldplay                                       | Everyday Life                                  | –                         |
| 7. Dezember 2019 – 13. Dezember 2019 1 Woche | 1                                              | Sevn Alias                                     | Twenty Four Sevn 4                             | –                         |
| 14. Dezember 2019 – 20. Dezember 2019 1 Woche (insgesamt 2) | 2                                              | Kensington                                     | Time                                           | –                         |
| 21. Dezember 2019 – 27. Dezember 2019 1 Woche | 1                                              | Harry Styles                                   | Fine Line                                      | –                         |
| 28. Dezember 2019 – 3. Januar 2020 1 Woche | 1                                              | Hef                                            | Tranen                                         | –                         |

## Jahreshitparaden
| ← 2018 ← | Liste der Nummer-eins-Hits in den Niederlanden | Liste der Nummer-eins-Hits in den Niederlanden         | Liste der Nummer-eins-Hits in den Niederlanden | 2020 →   |
| \| Singles \| Position# \| Alben \| \| ------------------------------------------------------------------------------------------------------------------------------------------------------------------------------------------------------------------------------------------------------------------ \| --------- \| ------------------------------------------------------ \| \| Hij is van mij Kris Kross Amsterdam, Maan & Tabitha feat. Bizzey Robin Anthony P. Francesco, Leendert P. G. Roelandschap, Tabitha Foen-a-Foe, Joren Johannes van der Voort, Jordy Huisman, Sander Huisman, Yuki Kempees, Bas W. G. van Daalen, Maan de Steenwinkel \| 1 \| Francis Frenna \| \| Hoe het danst Marco Borsato, Armin van Buuren & Davina Michelle Armin van Buuren, Benno de Goeij, John Ewbank \| 2 \| When We All Fall Asleep, Where Do We Go? Billie Eilish \| \| Bad Guy Billie Eilish Finneas Baird O’Connell, Billie Eilish O’Connell \| 3 \| No. 6 Collaborations Project Ed Sheeran \| \| Old Town Road Lil Nas X Michael Trent Reznor, Montero Lamar Hill, Atticus Matthew Ross, Kiowa Roukema \| 4 \| Beetje bij beetje Snelle \| \| Señorita Shawn Mendes & Camila Cabello Andrew Wotman, Charlotte Emma Aitchison, Karla Camila Cabello Estrabao, Magnus August Høiberg, Benjamin Joseph Levin, Shawn Peter Raul Mendes, Jack Robert Patterson, Alexandra Leah Tamposi \| 5 \| Hollywood’s Bleeding Post Malone \| \| Duurt te lang Davina Michelle Musik: Glen W. Faria; Text: Morien van der Tang \| 6 \| 93 Boef \| \| Someone You Loved Lewis Capaldi Lewis Marc Capaldi, Benjamin Alexander Kohn, Peter Norman Cullen Kelleher, Thomas Andrew Searle Barnes, Samuel Elliot Roman \| 7 \| Vierentwintig Snelle \| \| Reünie Snelle Okke Punt, Lars S. Bos, Daan J. T. Ligtvoet \| 8 \| Alleen Lil Kleine \| \| I Don’t Care Ed Sheeran & Justin Bieber Jason Boyd, Max Martin, Johan Karl Schuster, Justin Drew Bieber, Frederick John Philip Gibson, Edward Christopher Sheeran \| 9 \| ÷ Ed Sheeran \| \| Con calma Daddy Yankee feat. Snow Terri V. Moltke, Michael L. Grier, Edmond Daryll Leary, Shawn Leigh Moltke, Darrin O’Brien, Ramón L. Ayala, Juan Carlos Salinas Jr., Oscar Edward Salinas, David Alberto Macias \| 10 \| Forever Lit Dopebwoy \| |                                                |                                                        |                                                |          |
| ← 2018 |                                                |                                                        |                                                | → 2020 → |
| Singles | Position#                                      | Alben                                                  |                                                |          |
| Hij is van mij Kris Kross Amsterdam, Maan & Tabitha feat. Bizzey Robin Anthony P. Francesco, Leendert P. G. Roelandschap, Tabitha Foen-a-Foe, Joren Johannes van der Voort, Jordy Huisman, Sander Huisman, Yuki Kempees, Bas W. G. van Daalen, Maan de Steenwinkel | 1                                              | Francis Frenna                                         |                                                |          |
| Hoe het danst Marco Borsato, Armin van Buuren & Davina Michelle Armin van Buuren, Benno de Goeij, John Ewbank | 2                                              | When We All Fall Asleep, Where Do We Go? Billie Eilish |                                                |          |
| Bad Guy Billie Eilish Finneas Baird O’Connell, Billie Eilish O’Connell | 3                                              | No. 6 Collaborations Project Ed Sheeran                |                                                |          |
| Old Town Road Lil Nas X Michael Trent Reznor, Montero Lamar Hill, Atticus Matthew Ross, Kiowa Roukema | 4                                              | Beetje bij beetje Snelle                               |                                                |          |
| Señorita Shawn Mendes & Camila Cabello Andrew Wotman, Charlotte Emma Aitchison, Karla Camila Cabello Estrabao, Magnus August Høiberg, Benjamin Joseph Levin, Shawn Peter Raul Mendes, Jack Robert Patterson, Alexandra Leah Tamposi | 5                                              | Hollywood’s Bleeding Post Malone                       |                                                |          |
| Duurt te lang Davina Michelle Musik: Glen W. Faria; Text: Morien van der Tang | 6                                              | 93 Boef                                                |                                                |          |
| Someone You Loved Lewis Capaldi Lewis Marc Capaldi, Benjamin Alexander Kohn, Peter Norman Cullen Kelleher, Thomas Andrew Searle Barnes, Samuel Elliot Roman | 7                                              | Vierentwintig Snelle                                   |                                                |          |
| Reünie Snelle Okke Punt, Lars S. Bos, Daan J. T. Ligtvoet | 8                                              | Alleen Lil Kleine                                      |                                                |          |
| I Don’t Care Ed Sheeran & Justin Bieber Jason Boyd, Max Martin, Johan Karl Schuster, Justin Drew Bieber, Frederick John Philip Gibson, Edward Christopher Sheeran | 9                                              | ÷ Ed Sheeran                                           |                                                |          |
| Con calma Daddy Yankee feat. Snow Terri V. Moltke, Michael L. Grier, Edmond Daryll Leary, Shawn Leigh Moltke, Darrin O’Brien, Ramón L. Ayala, Juan Carlos Salinas Jr., Oscar Edward Salinas, David Alberto Macias | 10                                             | Forever Lit Dopebwoy                                   |                                                |          |